# Seisetsu Genjo
Seisetsu Genjo noto anche come Seki Seisetsu (精拙関) (Hamasaka, 18 gennaio 1877 – 2 ottobre 1945) è stato un monaco buddista e maestro giapponese di tradizione Zen Rinzai, Kancho del Tenryû-ji di Kyoto.
È stato anche un apprezzato calligrafo (Shodō).

## Biografia
Seisetsu Genjo divenne monaco a sei anni, allorché fu affidato a Seki Soshun, monaco del Tenrinji, un tempio situato in un villaggio vicino a quello in cui nacque.
A 30 anni completò la sua formazione religiosa ricevendo l'Inka Shomei dal Roshi Ryoen Genseki (1842-1918) e, nel 1922, divenne Kancho del Tenryû-ji di Kyoto.
Apprezzato calligrafo e pittore di Sumi-e, nelle sue opere traspare un certo senso dell'umorismo.
Criticato per le sue posizioni a favore della guerra promossa dal governo imperialista Giapponese, nel 1938 visitò il fronte cinese e, resosi conto delle atrocità perpetrate, predicò la pace fino alla fine dei suoi giorni.
Nel ricordo di Omori Sogen Roshi la morte avvenne in condizioni particolari. Assistevano Yamada Mumon Roshi ed altri due monaci, allorché il primo di ottobre Seki Seisetsu avvisò che al termine della recitazione mattutina, al suono della campanella, egli sarebbe spirato. Ciò avvenne la notte del 2 ottobre. Gli agiografi considerano quest'avvenimento in linea con altri analoghi, avvenuti ai maestri Zen del passato, che cessavano la loro esistenza manifestando piena consapevolezza.